# Heretaràs la terra
Heretaràs la terra (títol original: A Thousand Acres) és una pel·lícula estatunidenca dirigida per Jocelyn Moorhouse, estrenada l'any 1997. Ha estat doblada al català.

## Argument
Larry Cook, el patriarca d'una gran família, posseeix una extensa i fèrtil propietat agrícola. Quan decideix repartir-la entre les seves tres filles, la llavor de la discòrdia divideix a la família. Secrets, rivalitats inconfessables i desitjos insatisfets i soterrats surten llavors a la superfície i les seves conseqüències seran imprevisibles.

## Repartiment
- Michelle Pfeiffer: Rosa Cook Lewis
- Jessica Lange: Ginny Cook Smith
- Jennifer Jason Leigh: Caroline Cook
- Colin Firth: Jess Clark
- Jason Robards: Larry Cook
- Kevin Anderson: Pete Lewis
- Keith Carradine: Ty Smith
- Pat Hingle: Harold Clark
- Michelle Williams: Pammy
- Ray Baker: Wallace Crockett

## Rebuda
- Jessica Lange ha estat nominada pel seu paper de Ginny Cook Smith als Globus d'Or a la millor actriu dramàtica l'any 1998.

- Crítica
  - "Amb una embafadora música de fons i una melodiosa veu en off, a més d'una planificació a la recerca de la llàgrima fàcil, però amb grans actrius"[3]
  - "Entretinguda cinta, que no va aprofitar, per culpa del seu trampós guió, la presència de dues actrius de la talla de Michelle Pfeiffer i Jessica Lange"[4]